# Xz

xz는 무손실 데이터 압축 프로그램 및 LZMA2 압축 알고리즘 파일 형식이다.
XZ는 7-Zip 프로그램의 축소된 버전으로 간주할 수 있다.

## 디자인
XZ는 입력을 하나의 파일로 압축하는데, 여러 파일을 하나로 압축시키는 옵션은 제공하지 않는다. 그렇기 때문에 보통 Tar 또는 CPIO 유닉스 프로그램에 의해 생성된 단일 파일을 압축하는 것이 일반적이다.

## 역사
LZMA2 압축 알고리즘을 사용하는 원조 7-Zip 프로그램으로도 빠르게 압축된 파일을 생성 할 수 있었지만 그 아카이브 형식 주로 윈도우에서만 작동하고, 유닉스 기능을 지원하지 않았다.

## 구현
XZ파일 형식은 XZ Utils을 통해 온라인에서 자유롭게 구현할 수 있다. 대부분의 이 소프트웨어는 (예를 들어, liblzma) 라이센스가  GNU LGPL 와 GNU GPL로 공개 소프트웨어 라이센스이다. GNU 타르의 1.22 버전은 XZ 파일이 원활하게 실행하도록 지원해 준다.  FreeBSD 타르는 (2009년 4월 17일에 출시) r191190부터 XZ파일을 지원한다.
7-Zip는 9.04 베타 버전 이후 지원한다.(9.20 버전 이후 안정적)

## 사용
XZ는 GNU coreutils 프로젝트, Debian, openSUSE, ,Fedora, Arch Linux, Slackware, FreeBSD, Gentoo, GNOME,과 TeX Live에서 패키지 압축으로 유명하다. 이 뿐만 아니라 리눅스 커널로 컴파일 된 파일을 압축하는 기능도 있다.
2013년 2월, 리눅스 커널 메인테이너는 그들의 2014년도부터 bzip2 대신 XZ를 압축 도구로 발표했다.

## 같이 보기
- LZMA
- Gzip
- Bzip2
- lzip